# تسريحة شعر

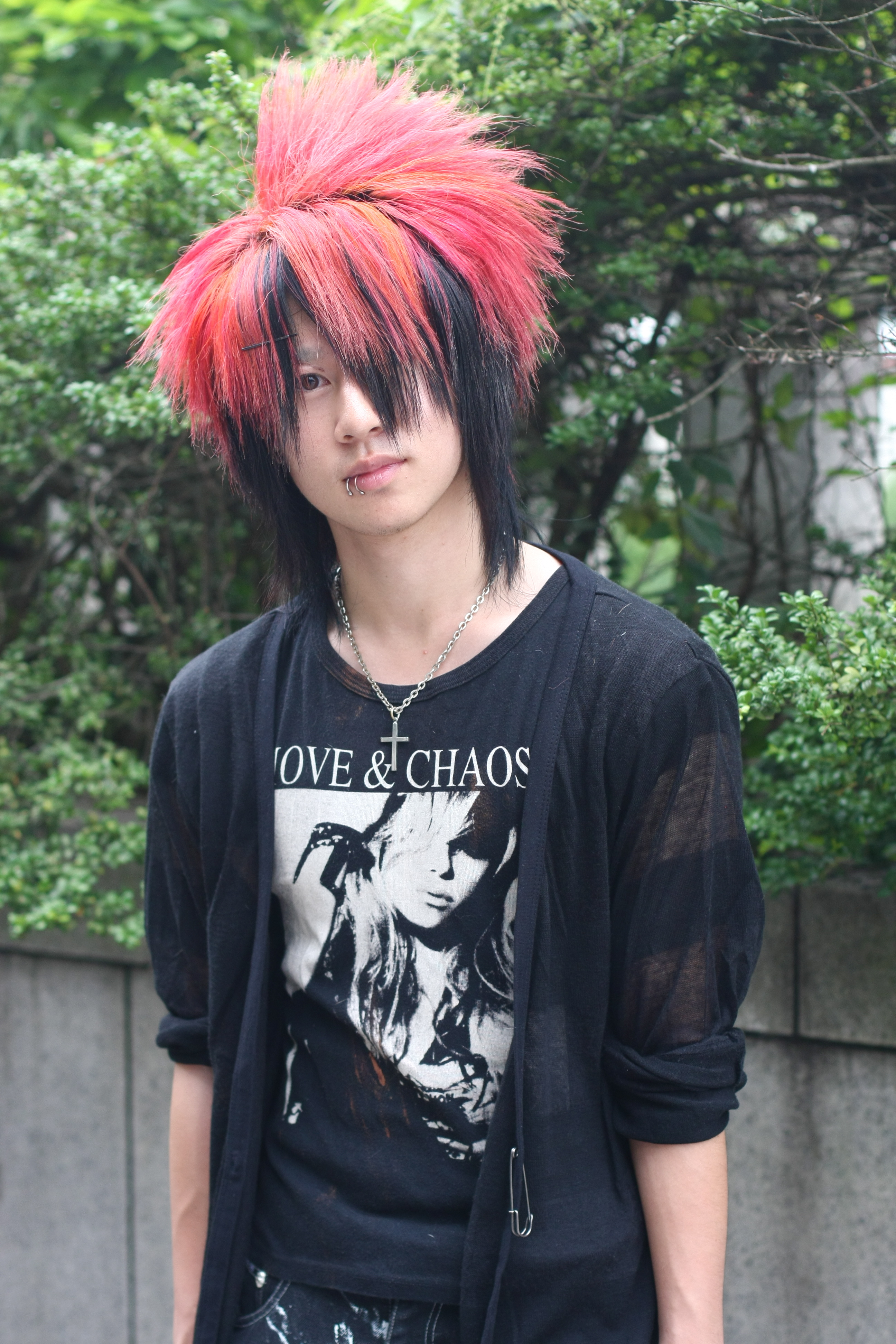

التسريحة أو التصفيفة أو القَصَّة التي عادة تشير إلى طريقة تصفيف شعر فروة رأس الإنسان، قد تعني أحيانًا طريقة تعديل شعر الوجه والجسم. ويمكن عد طريقة التسريحة أحد جوانب العناية الشخصية، بما يتناسق مع الأزياء ومستحضرات التجميل، مع ان الاعتبارات العلمية والثقافية والموضة الشائعة، تؤثر في اختيار بعض تسريحات الشعر.
أقدم تصور معروف عن طريقة تصفيف الشعر هو تجديل الشعر، الذي يعود تاريخه إلى نحو 30,000 عام. في التاريخ، غالبًا ما كان شعر المرأة يجري تصفيفه بعناية وبطرائق خاصة، رغم أنه غالبًا ما كان يُغطى خارج المنزل، وخاصةً النساء المتزوجات. منذ عهد الإمبراطورية الرومانية حتى العصور الوسطى، جعلت معظم النساء شعرهنَّ ينمو إلى حد نموه الطبيعي. في أواخر القرن الخامس عشر وأواخر القرن السادس عشر، اتُبِعت طريقة لتصفيف الشعر بشكل يجعله يبدو عاليًا من جهة الجبهة، الذي كان يعد جذابًا. قرابة الفترة الزمنية ذاتها، كان غالبية الرجال الأوربيين يقصون شعرهم حتى يوازي الكتف. في أوائل القرن السابع عشر، بقي الرجال على تسريحاتهم، ولكنهم جعلوا الشعر ينمو أطول مما كان؛ لتظهر التسريحة المتموجة أو المجعدة، التي كانت مرغوبة في تلك الفترة.
ابتكر الملك لويس الثالث عشر ملك فرنسا (1601-1643) شعر الرجال المستعار في عام 1624. وأدخِلت كلمتي الشعر القصير أو الشعر المستعار للرجال في العالم الإنجليزي مع الأنماط الفرنسية الأخرى في عام 1660. كان الشعر المستعار مموجًا وطويلًا في أواخر القرن السابع عشر، وأصبح أقصر طولًا في منتصف القرن الثامن عشر، إذ كان الرجال بيض البشرة هم الذين يضعون الشعر المستعار في تلك الفترة الزمنية. كان الشعر القصير موضة الرجال العصريين في نتاج الحركة الكلاسيكية الجديدة.
في أوائل القرن التاسع عشر، عادت موضة لحية الذكور، وكذلك الشوارب والسوالف، إذ عادت إلى الظهور وبقوة. من القرن السادس عشر إلى القرن التاسع عشر، ومع تقليل ظاهرة تغطية الرأس أو ارتداء الحجاب لدى النساء الأوربيات أصبح شعرهنَّ أكثر وضوحًا وتمييزًا من قبل. تطوَّر أسلوب الموضة في منتصف القرن الثامن عشر، إذ اتجهت معظم النساء في أنحاء العالم إلى اختيار موضة الشعر القصير، التي كان من السهل تصفيفها، وذلك خلال فترة الحرب العالمية الأولى. في بدايات خمسينيات القرن الماضي، كان شعر النساء مجعدًا ومُرتبًا على أشكال وتنسيقات مختلفة. في الستينيات، اتجهت العديد من النساء لاختيار قصات حديثة للشعر القصير مثل قصة شعر الجني، بينما كان الشعر أكثر طولًا ومرونة في السبعينيات. أي وكما أوضحنا، إن النساء والرجال كان شعرهم طويلًا ومُستقيمًا في الستينيات والسبعينيات من القرن الماضي. في الثمانينيات، ظهرت موضة سحب الشعر إلى الخلف لدى النساء، وخلال هذه الفترة، اختار العديد من الناس تسريحات موسيقي الروك الـ Punk.

## عصور ما قبل التاريخ
على مر العصور، تنوعت طرق التسريحة التي تتبعها الناس، التي حددتها الثقافة المنتشرة في تلك العصور ونمط معيشتهم إلى حد كبير. طريقة التسريحة علامة تدل على الطبقة والحالة الاجتماعية، والعمر، والهوية العرقية، والمعتقدات السياسية، التي تدل على الجنس.
يغطي بعض الناس شعرهم كُليًا، وذلك لأسباب ثقافية أو دينية. إذ ترتدي النساء المسلمات الحجاب الذي يغطي الرأس بالكامل. وفي الديانة اليهودية، ترتدي النساء المتزوجات الشيتل أو التيشل. وفي شعب الهيمبا، ترتدي النساء المتزوجات غطاء رأس يغطي شعرهن، ويلبسن هذا الغطاء في جميع الأوقات، ما عدا حالة الحداد لديهم. ويرتدي رجال الطوارق -الذين يجوبون الصحاري- الحجاب الذي يغطي الرأس بالكامل، إذ يظهر العينين فقط، وفي الثقافة السيخية، يرتدي الرجال والنساء المعمدين الداستر.

## العصر الحجري القديم
تعود أقدم نسخة موجودة ومعروفة لتضفير الشعر إلى نحو 30000 عام، أي تمثال فينوس ويلندورف، المعروف الآن في الأوساط الأكاديمية باسم امرأة ويليندورف، إذ يقدر أن تمثال الأنثى هذا نُحت منذ العصر الحجري القديم بين نحو 28000 و25000 قبل الميلاد. يبلغ عمر فينوس براسيمبوي نحو 25000 سنة، الذي يظهر بصورة مؤكدة التسريحة.

## معرض صور

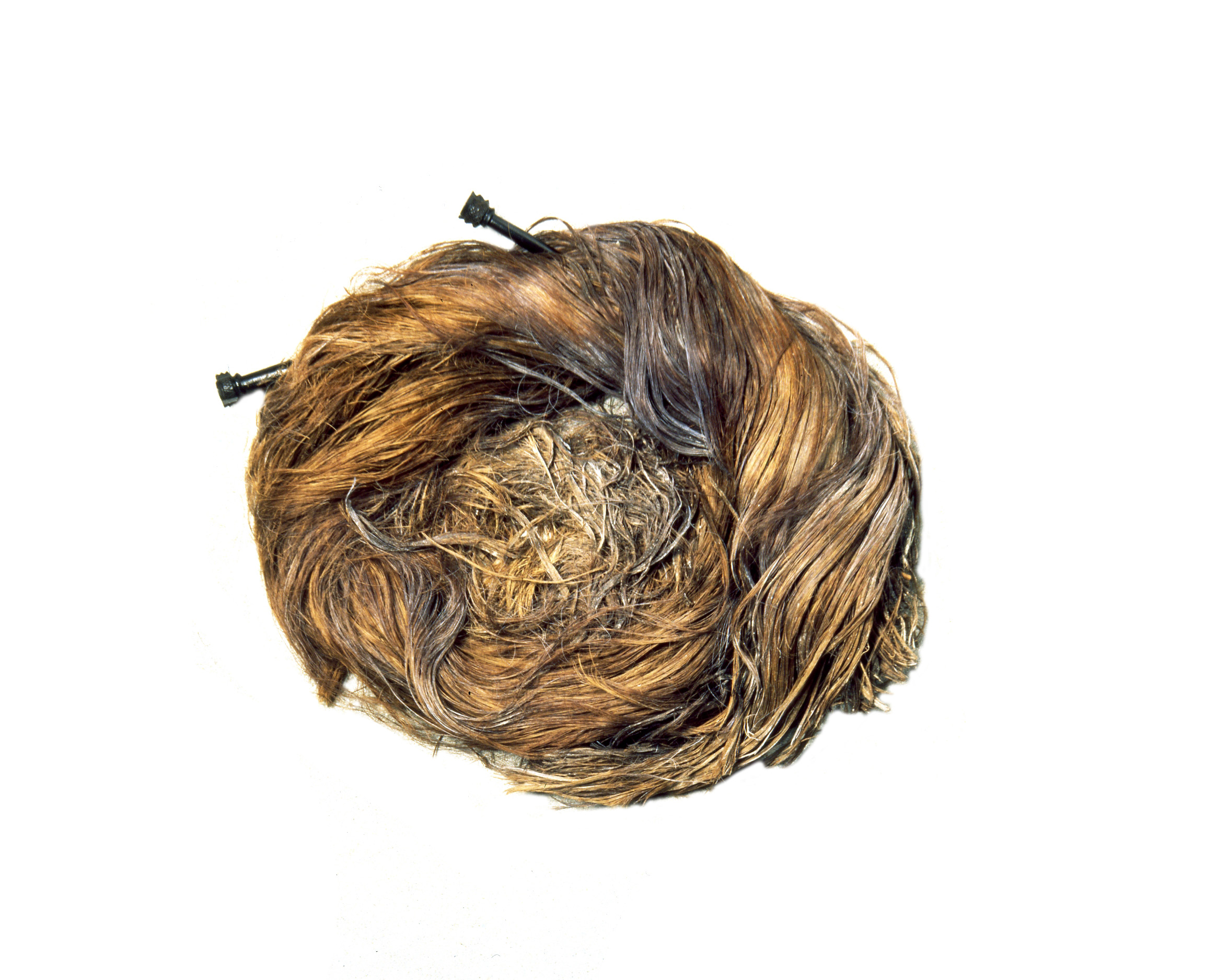
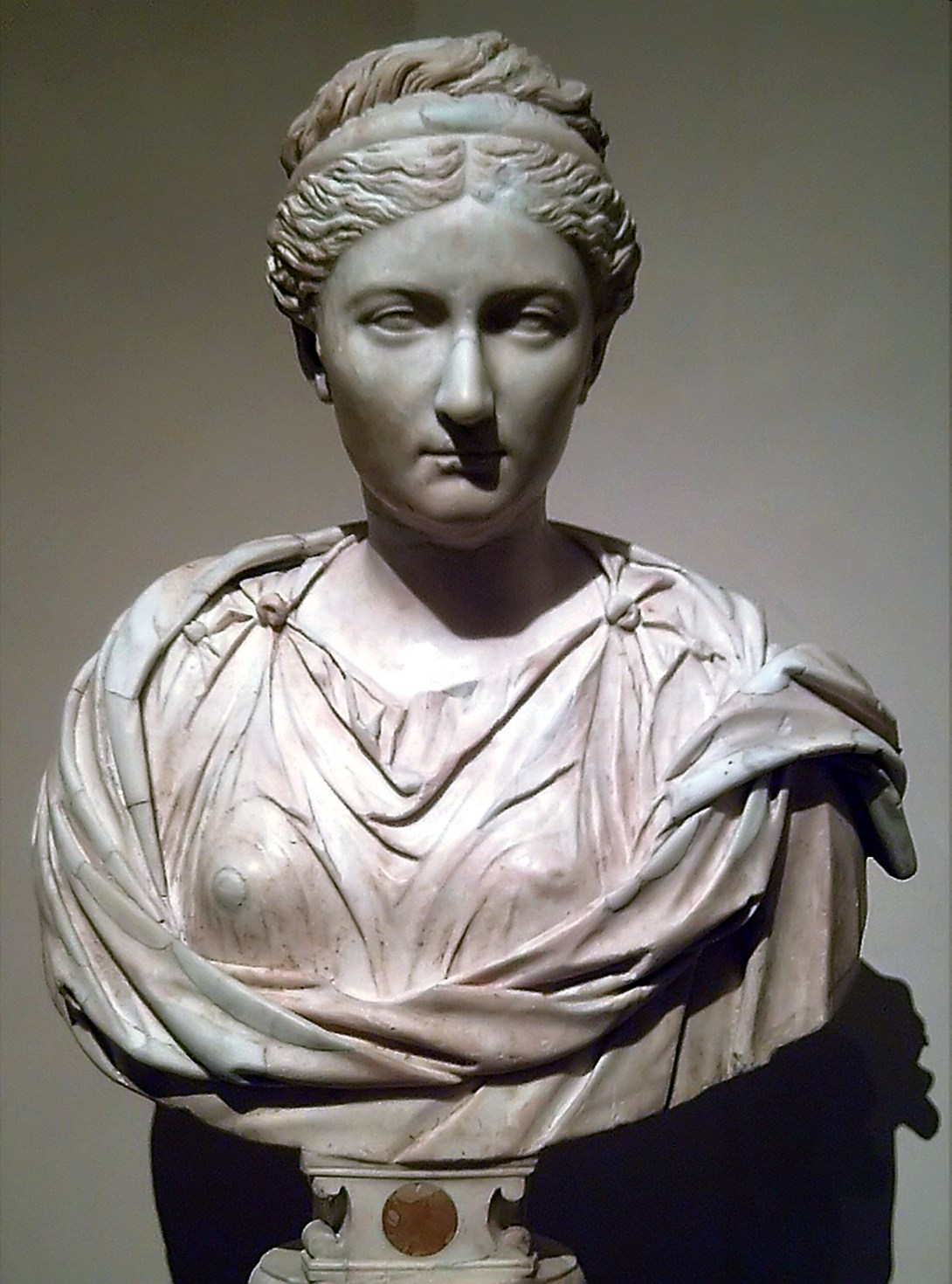
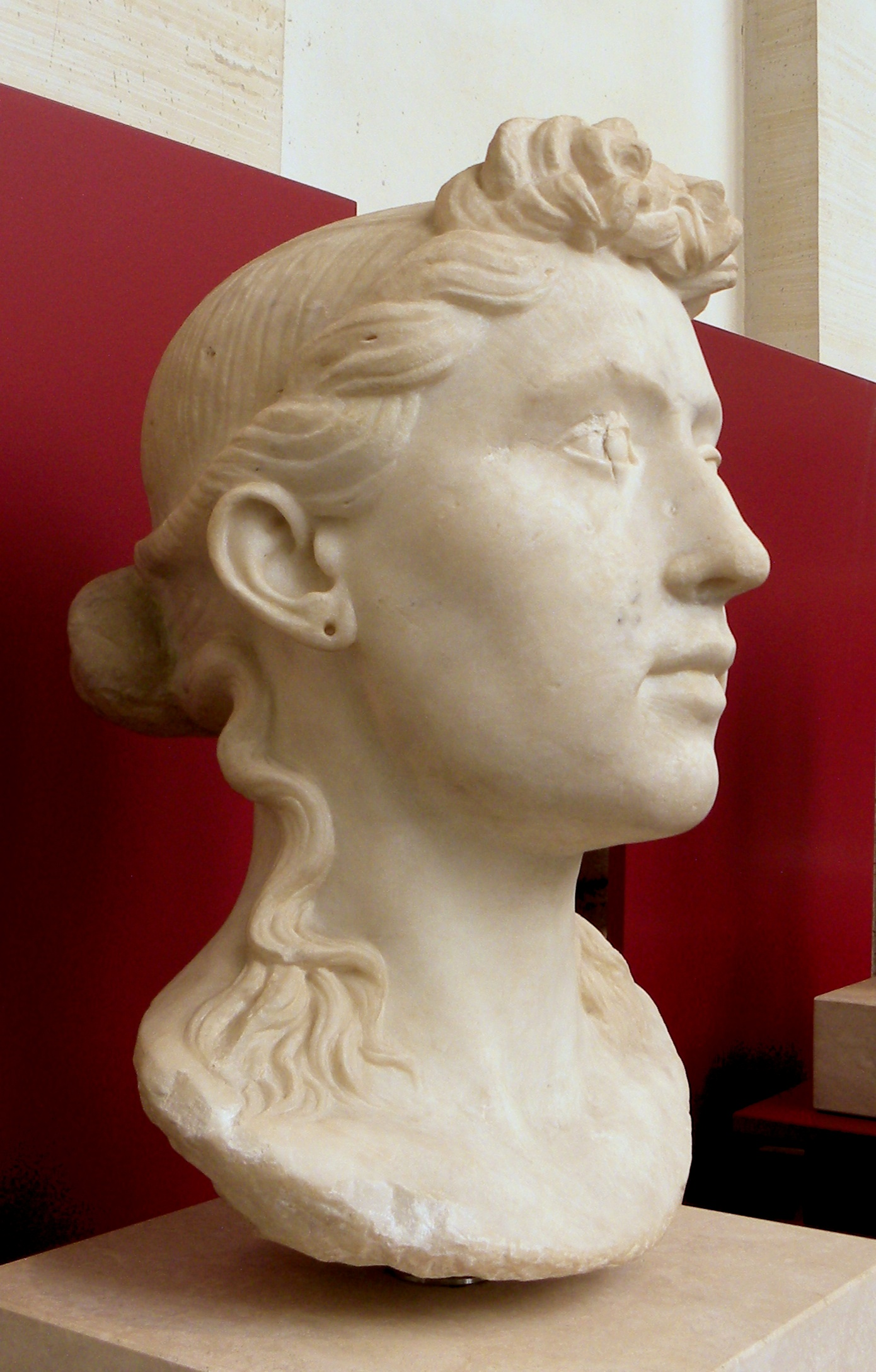

## اقرأ أيضا
- مصفف الشعر
- ذيل حصان